# Джеймс, Паулина
Паулина Джеймс (англ. Paulina James; род. 29 октября 1986 года) — американская порноактриса. В настоящее время сотрудничает актрисой и режиссёром в компании SexZ Pictures.

## Биография
Джеймс родилась в Ньюпорт-Биче, Калифорния. В 5 лет начала модельную карьеру, снималась в музыкальных клипах, рекламах и принимала участие в конкурсах красоты. В школе была черлидером. В колледже изучала предпринимательскую деятельность и дизайн одежды.
В порноиндустрию пришла по приглашению актёрского агентства. Первой её работой стала раздача листовок на конвенте Erotica LA в 2006 году. Позже её друг уговорил сняться в порнофильме. Проработав в порноиндустрии год она подписала эксклюзивный трёхлетний контракт на съёмки и режиссуру в компании SexZ Pictures. Первый раз в анальной сцене снялась в фильме «The Perils of Paulina with Evan Stone». В марте 2006 года взяла годовой хитаус в связи с беременностью.
На 2018 год снялась в 150 фильмах.
Играла Линдси Лохан в порнофильме Lindsay HoHand: Get out of my Way.

## Премии и номинации
- 2007 Adultcon Top 20 Adult Actresses[7]
- 2008 номинация на AVN Award — Лучшая новая старлетка[8]
- 2008 номинация на AVN Award — Лучшая сцена секса от первого лица за фильм POV Pervert 9[8]
- 2008 номинация на XBIZ Award — Новая старлетка года[9]
- 2008 номинация на XRCO Award — Новая старлетка
- 2009 номинация на AVN Award — Лучшая сцена группового секса — Dark City[10]